# Pfarrhaus (Untermaiselstein)

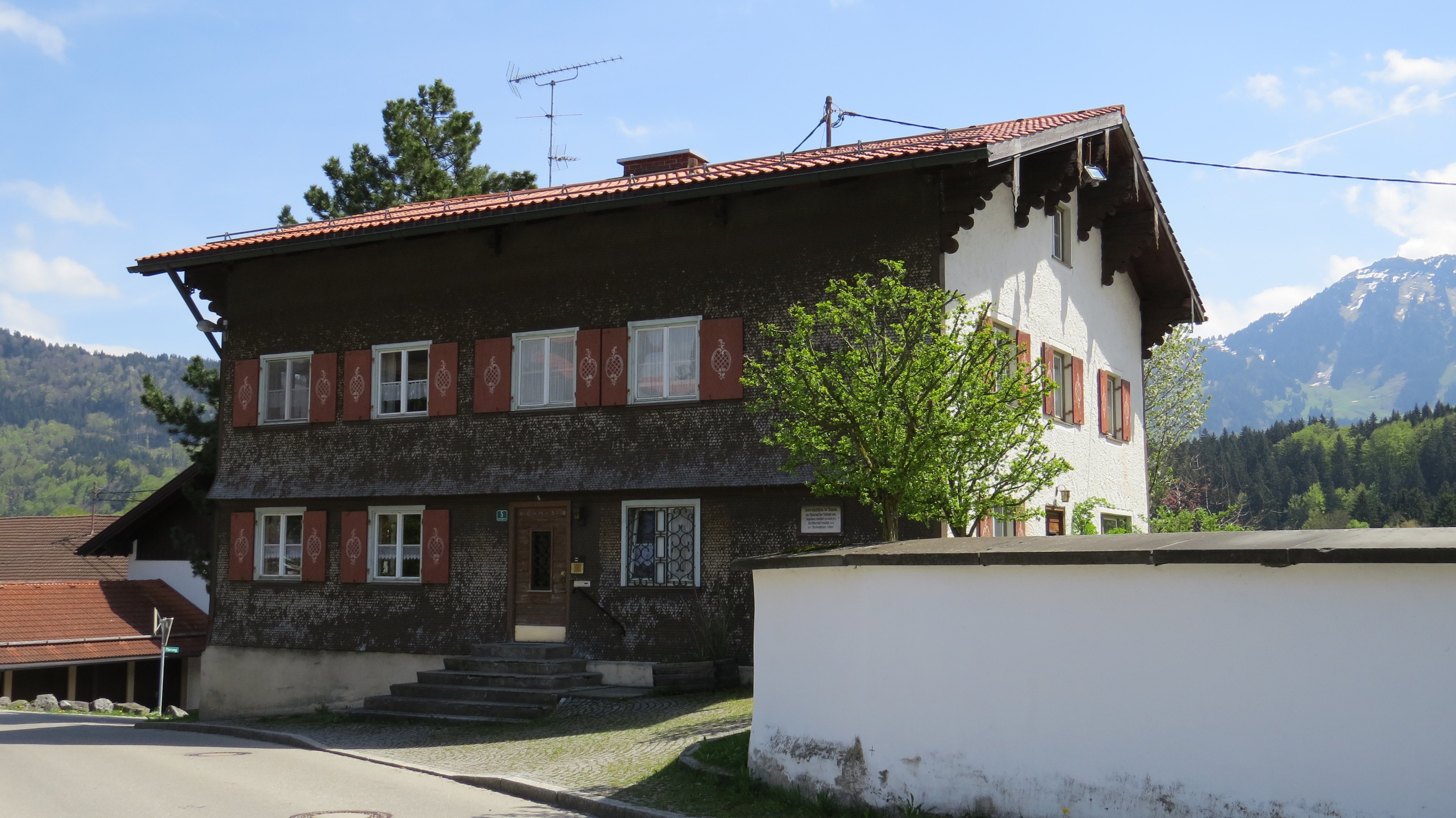
Pfarrhaus in Untermaiselstein

Das Pfarrhaus in Untermaiselstein, einem Gemeindeteil von Rettenberg im Landkreis Oberallgäu im bayerischen Regierungsbezirk Schwaben, wurde im 18. Jahrhundert errichtet. Das Pfarrhaus an der Immenstädter Straße 5 ist ein geschütztes Baudenkmal.
Der zweigeschossige, verschindelte bzw. verputzte Blockbau mit flachem Satteldach wurde im ersten Viertel des 18. Jahrhunderts errichtet. Das Kellergeschoss stammt aus dem 16. Jahrhundert.